# Pascal Cygan
Pascal Cygan (* 29. April 1974 in Lens) ist ein ehemaliger französischer Fußballspieler. Der Linksfüßer ist 1,93 Meter groß und wiegt 87 Kilogramm.

## Werdegang
Cygans Profi-Karriere begann 1995 im Alter von 21 Jahren beim OSC Lille. Dort spielte er von 1995 bis 2002 und wurde 2001 persönlich mit der Étoile d’Or ausgezeichnet, bevor der FC Arsenal den Innenverteidiger verpflichtete. Mit Arsenal London wurde er 2004 Englischer Meister und kam 2006 ins Champions-League-Finale. Allerdings unterlag der FC Arsenal dem FC Barcelona mit 1:2, ohne dass Cygan hierbei zum Einsatz kam. Nach vier Jahren in der Premier League wechselte der Franzose 2006 für eine Ablösesumme von drei Millionen Euro zum FC Villarreal nach Spanien. Im Sommer 2009 wechselte er in die Segunda División zum FC Cartagena. Dort beendete er zwei Jahre darauf auch seine Spielerkarriere.
Anschließend erwarb Cygan in Spanien sein Trainerdiplom. Ab 2013 arbeitete er als Sportdirektor beim nordfranzösischen Fünftligisten ES Wasquehal, für den er als junger Mann schon selbst gespielt hatte. 2018 wurde er Trainer des unterklassigen schottischen Fußballvereins Kilbirnie Ladeside.

## Nachweise
1. ↑  France Football vom 8. Oktober 2013, S. 39

| Personendaten    | Personendaten                |
| ---------------- | ---------------------------- |
| NAME             | Cygan, Pascal                |
| KURZBESCHREIBUNG | französischer Fußballspieler |
| GEBURTSDATUM     | 29. April 1974               |
| GEBURTSORT       | Lens, Frankreich             |